# Supremacy (Hatebreed)
Supremacy è il quarto album del gruppo metalcore degli Hatebreed, pubblicato nel 2006.

## Il disco
Il disco è stato pubblicato il 26 agosto 2006 ed è il primo registrato sotto la Roadrunner Records.
La canzone To The Threshold è stata inclusa nella raccolta MTV2 Headbangers Ball: The Revenge.

## Tracce
1. Defeatist – 3:19
2. Horrors of Self – 2:29
3. Mind Over All – 1:59
4. To the Threshold – 2:49
5. Give Wings to My Triumph – 3:05
6. Destroy Everything – 3:29
7. Divine Judgment – 2:28
8. Immortal Enemies – 2:29
9. The Most Truth – 2:44
10. Never Let It Die – 3:39
11. Spitting Venom – 2:49
12. As Diehard as They Come – 2:17
13. Supremacy of Self – 2:47

## Formazione
- Chris Beattie - basso
- Matt Byrne - batteria
- Brendan Feeney - voce secondaria
- Josh Grden - voce secondaria
- Jamey Jasta - voce
- Sean Martin - chitarra
- Frank Novinec - chitarra
- Patrick Sullivan - voce secondaria